# Elga leptostyla
Elga leptostyla är en trollsländeart som beskrevs av Friedrich Ris 1911. Elga leptostyla ingår i släktet Elga och familjen segeltrollsländor. Inga underarter finns listade i Catalogue of Life.